# Enrique Gerrikagoitia
Enrique Gerrikagoitia Meabe es un exciclista profesional español. Nació en Guernica (Vizcaya) el 3 de junio de 1967. Fue profesional entre 1990 y 1992 ininterrumpidamente.
Pasó al campo profesional de la mano de Javier Mínguez, en el equipo Amaya Seguros.
Su labor siempre era la de gregario de los diferentes jefes de filas que tuvo. Siempre se sacrificaba por el equipo, circunstancia que provocó que no consiguiera victorias en el campo profesional.

## Palmarés
No consiguió victorias como profesional.

## Resultados en grandes vueltas y Campeonato del Mundo
Durante su carrera deportiva ha conseguido los siguientes puestos en las grandes vueltas y en el Campeonato del Mundo en carretera:
| Carrera         | 1990 | 1991  | 1992 |
| --------------- | ---- | ----- | ---- |
| Giro de Italia  | -    | -     | -    |
| Tour de Francia | -    | 143.º | -    |
| Vuelta a España | -    | -     | Ab.  |
| Mundial en Ruta | -    | -     | -    |

-: No participa

Ab.: Abandono

## Equipos
- BH-Amaya Seguros (1990)
- Amaya Seguros (1991)
- Wigarma (1992)